# Мілічський потік
Мілічський потік (словац. Miličský potok) — річка; права притока Старого потоку, протікає в окрузі Кошиці-околиця.
Довжина приблизно 4.0-4.1 км. Витік знаходиться в масиві Солоні гори (геоморфологічна підодиниця Міліч — схил гори Великий Міліч) на висоті приблизно 780 метрів.
Протікає територією сіл Скарош; Сланська Гута і Новий Салаш. Впадає в Старий потік на висоті приблизно 360—365 метрів.